# 豐姬
豐姫（延寶9年8月26日（1681年10月7日） - 天和元年10月21日（1681年11月30日））、日本江戶幕府第6代將軍・德川家宣長女。生母為家宣正室（近衛基熙女）・近衛熙子（天英院）。
延寶9年（1681年）8月出生於櫻田御殿。然而，僅僅2個月後的天和元年（1681年）10月便夭折了。享年1歲。葬於二本榎的上行寺，後改葬至常泉寺。法名為妙敬日信大童女。
豐姬是在德川將軍家中為正室所生的孩子。從二代將軍‧德川秀忠的女兒和子以後，隔了74年由正室所生的孩子。（但是豐姬出生時，家宣還是甲府藩藩主時代）